# 윌슨 챈들러

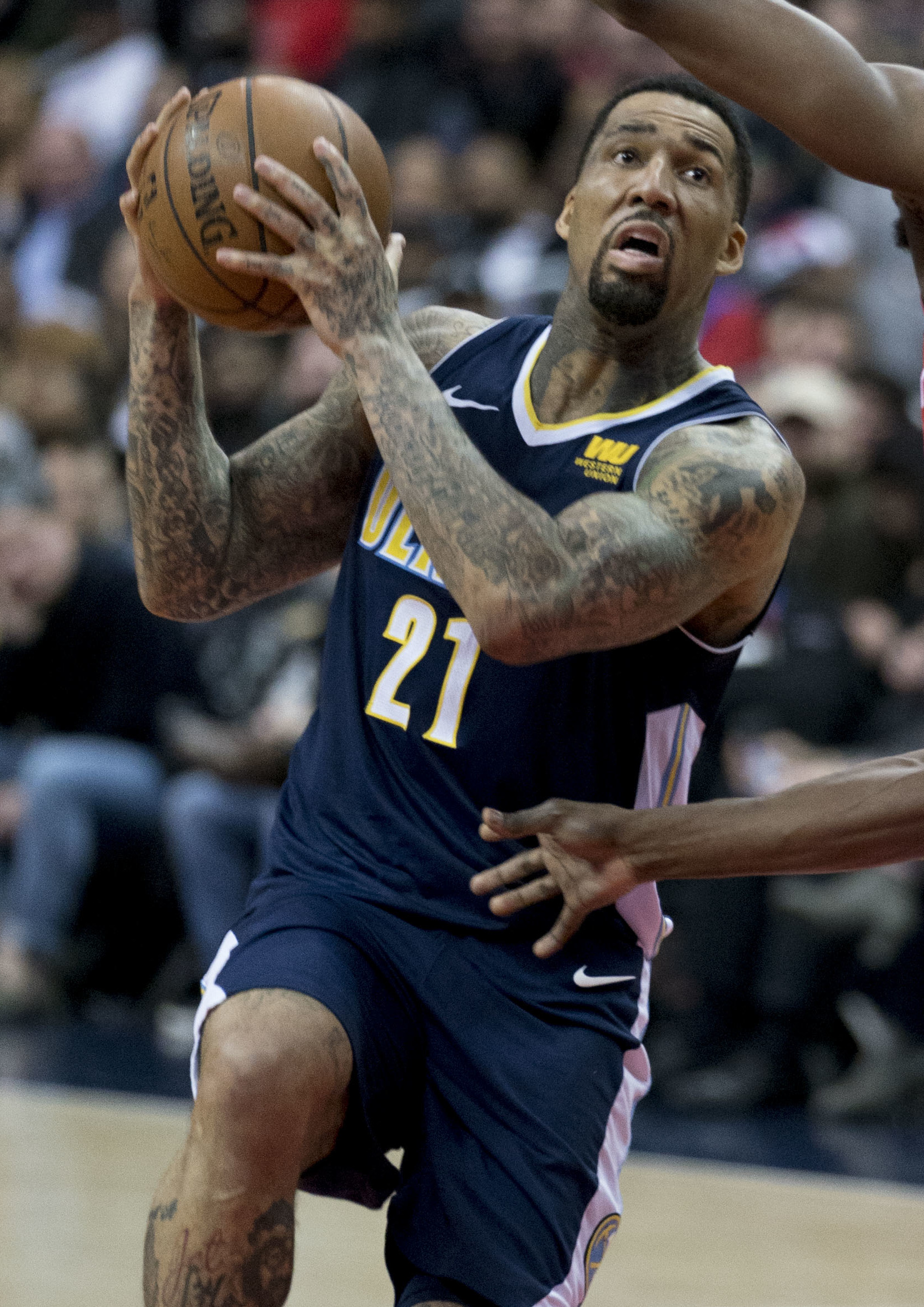

윌슨 챈들러(Wilson Chandler, 본명: 윌슨 자말 챈들러, Wilson Jamall Chandler, 1987년 5월 10일 ~ )는 미국의 전직 프로 농구 선수로 주로 뉴욕 닉스와 덴버 너기츠에서 13시즌 동안 NBA에서 활약했다. 그는 또한 2011년 NBA 폐쇄 기간 동안 중국 농구 협회(CBA)의 저장광샤에서 뛰었다. 2년 동안 드폴 블루 데몬스에서 대학 농구를 하다가 2007년 NBA 드래프트에 참가하여 닉스의 1라운드에 지명되었다. 챈들러의 키는 6피트 8인치 및 225파운드이다. 두 포워드 포지션을 모두 뛸 수 있다.

## 대학 경력
챈들러는 미시간 주립 대학교, 오하이오 주립 대학교, 인디애나 대학교, 퍼듀 대학교 및 데이턴 대학교에 채용되어 고려되었다. 그러나 2004년 후반에 드폴 대학교에 전념했다. 드폴에서의 신입 선수 시즌 동안 경기당 평균 10.6득점과 7.2리바운드(빅 이스트에서 10위)를 달성했다. 2005년 11월 30일, 챈들러는 크레이턴 대학교를 상대로 블루 데몬스의 승리를 거두며 17득점, 8리바운드, 4블록을 기록하며 첫 번째 브레이크아웃 경기를 가졌다. 2005년 12월 10일, 그는 데이턴을 상대로 16개의 리바운드를 기록했는데, 이는 1999년 쿠엔틴 리처드슨이 16개를 잡은 이후 신입생이 가장 많은 리바운드를 기록했다. 해당 시즌에 빅 이스트 금주의 신인상을 두 번이나 받았다. 그는 또한 빅 이스트 신입생 팀에도 지명되었다. 챈들러는 4번이나 20득점 이상을 기록했으며 통산 최고 득점인 26득점을 기록했다. 2학년 시즌 동안 그는 경기당 평균 14.7득점, 6.9리바운드, 1.4블록을 기록했다. 2학년 때 챈들러는 빅 이스트 올 세컨드 팀에 지명되어 8개의 더블더블을 기록하며 팀을 20승 시즌으로 이끌었다. 그들은 NIT의 8강에 진출했다. 86개로 드폴의 역대 블록슛 목록에서 대학 10위를 기록했다.